# Гапал, Павел
Павел Гапал (чеш. Pavel Hapal; род. 27 июля 1969[…], Кромержиж) — чешский футболист, футбольный тренер. Выступал за сборные Чехословакии и Чехии.

## Клубная карьера
Гапал — воспитанник клуба «Сигма». В 1986 году он дебютировал в чемпионате Чехословакии. В 1990 году Павел перешёл в столичную «Дуклу», с которой выиграл Кубок Чехословакии, но уже спустя два года вернулся обратно в «Сигму».
В 1992 году Павел стал футболистом немецкого «Байер 04». 14 августа в матче против «Саабрюккена» он дебютировал в Бундеслиге. 5 сентября в поединке против «Карлсруэ» Гапал сделал дубль, забив свои первые голы за леверкузенскую команду. В 1993 году он помог клубу выиграть Кубок Германии.
В 1995 году Павел перешёл в испанский «Тенерифе». 2 сентября в матче против «Севильи» он дебютировал в Ла Лиге. В первом сезоне Гапал был футболистом основы, но затем проиграл конкуренцию и осел на лавке. В 1998 году он вернулся на родину, где ещё дважды поиграл за «Сигму», недолго выступал за пражскую «Спарту», а затем закончил выступления в клубах Второй лиги «Динамо» Ческе-Будеёвице и шестого дивизиона «Татран». После окончания карьеры Павел стал тренером.

## Международная карьера
30 января 1991 года в товарищеском матче против сборной Австралии Гапал дебютировал за сборную Чехословакии. 27 октября 1993 года в отборочном матче чемпионата мира 1994 против сборной Кипра он забил свой первый гол за национальную команду.
16 ноября 1994 года в отборочном матче чемпионата Европы 1996 против сборной Нидерландов он дебютировал за сборную Чехии.

## Статистика выступлений за сборную
| Матчи Павла Гапала за сборную Чехословакии | Матчи Павла Гапала за сборную Чехословакии | Матчи Павла Гапала за сборную Чехословакии | Матчи Павла Гапала за сборную Чехословакии | Матчи Павла Гапала за сборную Чехословакии | Матчи Павла Гапала за сборную Чехословакии | Матчи Павла Гапала за сборную Чехословакии |
| ------------------------------------------ | ------------------------------------------ | ------------------------------------------ | ------------------------------------------ | ------------------------------------------ | ------------------------------------------ | ------------------------------------------ |
| №                                          | Дата                                       | Оппонент                                   | Счёт                                       | Голы                                       | Соревнование                               |                                            |
| 1                                          | 30 января 1991 года                        | Австралия                                  | 1 : 0                                      | -                                          | Товарищеский матч                          |                                            |
| 2                                          | 6 февраля 1991 года                        | Австралия                                  | 2 : 0                                      | -                                          | Товарищеский матч                          |                                            |
| 3                                          | 27 марта 1991 года                         | Польша                                     | 4 : 0                                      | -                                          | Товарищеский матч                          |                                            |
| 4                                          | 1 мая 1991 года                            | Албания                                    | 2 : 0                                      | -                                          | Отборочный матч ЧЕ-1992                    |                                            |
| 5                                          | 5 июня 1991 года                           | Исландия                                   | 1 : 0                                      | -                                          | Отборочный матч ЧЕ-1992                    |                                            |
| 6                                          | 21 августа 1991 года                       | Швейцария                                  | 1 : 1                                      | -                                          | Товарищеский матч                          |                                            |
| 7                                          | 4 сентября 1991 года                       | Франция                                    | 1 : 2                                      | -                                          | Отборочный матч ЧЕ-1992                    |                                            |
| 8                                          | 16 октября 1991 года                       | Албания                                    | 2 : 1                                      | -                                          | Отборочный матч ЧЕ-1992                    |                                            |
| 9                                          | 18 декабря 1991                            | Бразилия                                   | 1 : 2                                      | -                                          | Товарищеский матч                          |                                            |
| 10                                         | 4 января 1992                              | Египет                                     | 0 : 2                                      | -                                          | Товарищеский матч                          |                                            |
| 11                                         | 25 марта 1992                              | Англия                                     | 2 : 2                                      | -                                          | Товарищеский матч                          |                                            |
| 12                                         | 22 апреля 1992                             | Германия                                   | 1 : 1                                      | -                                          | Товарищеский матч                          |                                            |
| 13                                         | 27 мая 1992                                | Польша                                     | 0 : 1                                      | -                                          | Товарищеский матч                          |                                            |
| 14                                         | 19 августа 1992 года                       | Австрия                                    | 2 : 2                                      | -                                          | Товарищеский матч                          |                                            |
| 15                                         | 2 сентября 1992 года                       | Бельгия                                    | 1 : 2                                      | -                                          | Отборочный матч ЧМ-1994                    |                                            |
| 16                                         | 23 сентября 1992                           | Фарерские острова                          | 4 : 0                                      | -                                          | Отборочный матч ЧМ-1994                    |                                            |
| 17                                         | 14 ноября 1992                             | Румыния                                    | 1 : 1                                      | -                                          | Отборочный матч ЧМ-1994                    |                                            |
| 18                                         | 24 марта 1993                              | Кипр                                       | 1 : 1                                      | -                                          | Отборочный матч ЧМ-1994                    |                                            |
| 19                                         | 8 сентября 1993                            | Уэльс                                      | 2 : 2                                      | -                                          | Отборочный матч ЧМ-1994                    |                                            |
| 20                                         | 27 октября 1993                            | Кипр                                       | 3 : 0                                      | 1                                          | Отборочный матч ЧМ-1994                    |                                            |
| 21                                         | 17 ноября 1993                             | Бельгия                                    | 0 : 0                                      | -                                          | Отборочный матч ЧМ-1994                    |                                            |

| Матчи Павла Гапала за сборную Чехии | Матчи Павла Гапала за сборную Чехии | Матчи Павла Гапала за сборную Чехии | Матчи Павла Гапала за сборную Чехии | Матчи Павла Гапала за сборную Чехии | Матчи Павла Гапала за сборную Чехии | Матчи Павла Гапала за сборную Чехии |
| ----------------------------------- | ----------------------------------- | ----------------------------------- | ----------------------------------- | ----------------------------------- | ----------------------------------- | ----------------------------------- |
| №                                   | Дата                                | Оппонент                            | Счёт                                | Голы                                | Соревнование                        |                                     |
| 1                                   | 16 ноября 1994                      | Нидерланды                          | 0 : 0                               | -                                   | Отборочный матч ЧЕ-1996             |                                     |
| 2                                   | 8 марта 1995                        | Финляндия                           | 4 : 1                               | -                                   | Товарищеский матч                   |                                     |
| 3                                   | 29 марта 1995                       | Беларусь                            | 4 : 2                               | -                                   | Отборочный матч ЧЕ-1996             |                                     |
| 4                                   | 26 апреля 1995                      | Нидерланды                          | 3 : 1                               | -                                   | Отборочный матч ЧЕ-1996             |                                     |
| 5                                   | 7 июня 1995                         | Люксембург                          | 0 : 1                               | -                                   | Отборочный матч ЧЕ-1996             |                                     |
| 6                                   | 16 августа 1995                     | Норвегия                            | 1 : 1                               | -                                   | Отборочный матч ЧЕ-1996             |                                     |
| 7                                   | 7 октября 1995                      | Беларусь                            | 2 : 0                               | -                                   | Отборочный матч ЧЕ-1996             |                                     |
| 8                                   | 15 ноября 1995                      | Люксембург                          | 3 : 0                               | -                                   | Отборочный матч ЧЕ-1996             |                                     |
| 9                                   | 26 марта 1996                       | Турция                              | 3 : 0                               | -                                   | Товарищеский матч                   |                                     |
| 10                                  | 24 апреля 1996                      | Ирландия                            | 2 : 0                               | -                                   | Товарищеский матч                   |                                     |

## Достижения
«Дукла» Прага
- Обладатель Кубка Чехословакии: 1989/90

«Байер 04»
- Обладатель Кубка Германии: 1992/93